# Bovist

Fruchtkörper (Radius 1 cm) eines Bovisten

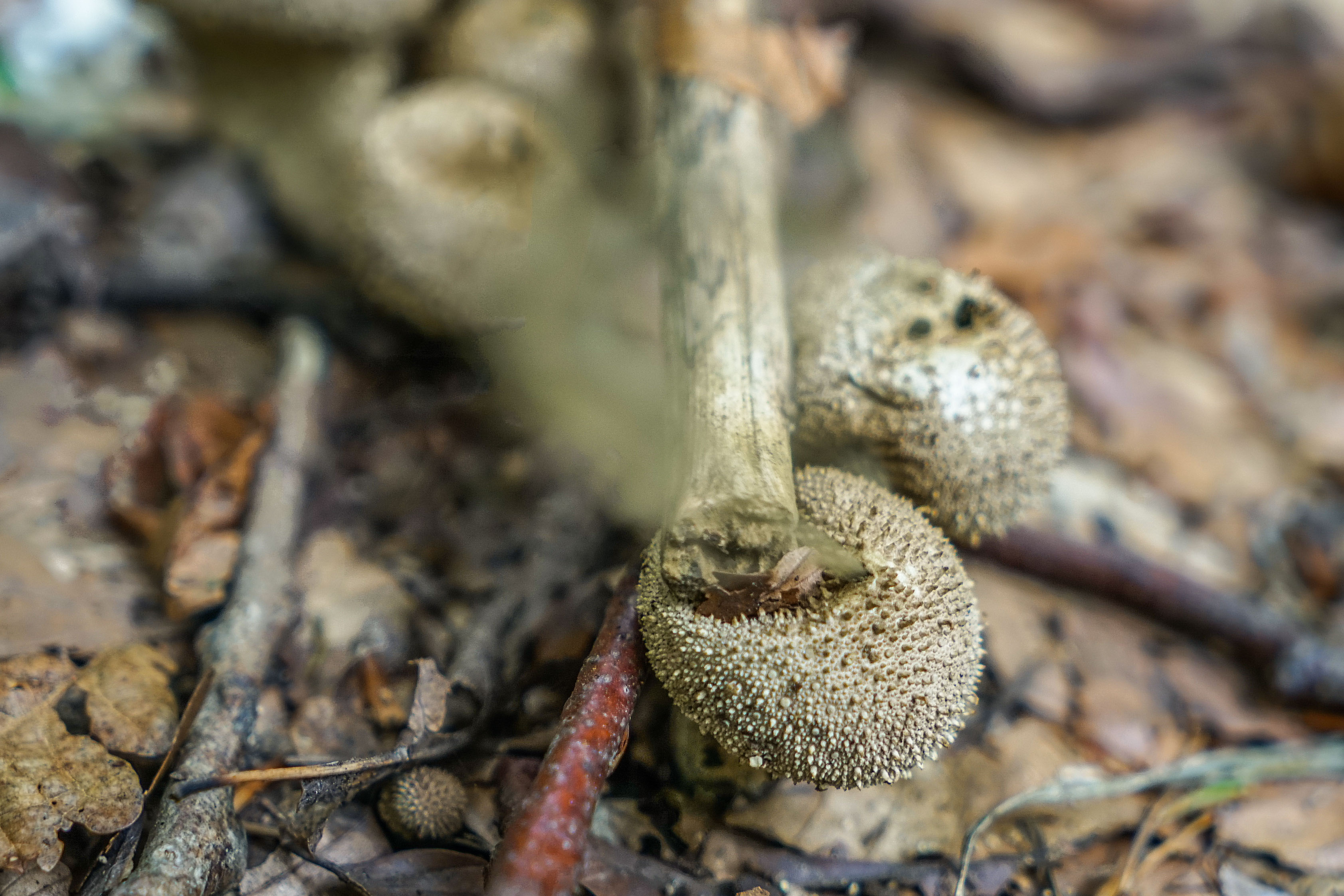
Bereits bei geringer Berührung platzt der Fruchtkörper explosionsartig und schießt seine Sporen in die Umgebung

Als Boviste werden verschiedene Pilze mit mehr oder weniger kugelförmigem Fruchtkörper bezeichnet, bei denen die Bildung der Sporen in einer Gleba im Innern des Fruchtkörpers (angiocarp) stattfindet. Dies stellt eine Anpassung an trockene Lebensräume dar und kommt in verschiedenen Pilzgruppen vor; es sind also Beispiele konvergenter Evolution. Entsprechend ist die deutsche Bezeichnung Bovist unsystematisch und wird für verschiedene, zum Teil nicht näher miteinander verwandte Pilze benutzt.
Als Bovist werden Pilze folgender Gruppen bezeichnet:
- Die zur Ordnung Lycoperdales gehörigen Gattungen:
  - Eigentliche Boviste der Gattung Bovista
  - Bovistella (Wurzelnder Stäubling)
  - Riesenboviste (Calvatia), einschließlich der von manchen Autoren als Langermannia bezeichneten Arten
  - Scheibenboviste (Disciseda)
  - Stielboviste (Tulostoma)

- Teilweise werden auch Arten der ebenfalls zu den Lycoperdales gehörenden Gattungen Spaltporenstäublinge (Handkea, auch zu Calvatia gestellt), Stäublinge (Lycoperdon), Wiesenstäublinge (Vascellum) und der Sternstäubling (Mycenastrum) als Boviste bezeichnet.

- Als Hart- oder Kartoffelboviste werden die Arten der Gattung Scleroderma aus der Ordnung der Sclerodermatales bezeichnet, die wahrscheinlich mit den Boletales verwandt ist.

## Ableitung des Namens
Der Name Bovist ist vom frühneuhochdeutschen Wort vohenfist (aus „vohe“ Füchsin und „vist“ Bauchwind, also „Fähenfurz“ oder „Fuchsfurz“) abgeleitet, aber bald nicht mehr verstanden und zu Bovist latinisiert. Der ursprüngliche Name nimmt Bezug auf das charakteristische Geräusch beim Entweichen des Sporenpulvers (früher auch „Rattenvist“ genannt), der Name der Gattung Lycoperdon bedeutet ebenfalls „Wolfsfurz“.